# Kleine slibanemoon
De kleine slibanemoon (Sagartia ornata) is een zeeanemonensoort uit de familie Sagartiidae. Sagartia ornata werd voor het eerst wetenschappelijk beschreven door Holdsworth in 1855.

## Beschrijving
Deze soort is meestal groen of bruin en wordt zelden groter dan 15 mm over de basis. Het werd tot voor kort beschouwd als synoniem met Sagartia-grotbewoners, maar is een aparte soort volgens de resultaten van enzymelektroforese.

## Verspreiding
Deze soort komt wijdverbreid voor rond de Britse Eilanden, maar er zijn weinig records vanwege eerdere synoniemen met Sagartia-grotbewoners. Wordt gevonden in ondiep water en lager gelegen kust, vaak tussen mosselen.